# Moísmo
El moísmo o mohismo (chino: 墨家; pinyin: Mòjiā; literalmente: 'Escuela de Mo') fue una escuela filosófica china fundada a finales del siglo V a. C. por Mozi y sus estudiantes, defensores de una sociedad igualitaria que difunde el utilitarismo estricto y el amor mutuo entre las personas.
Fue una importante escuela de pensamiento y rival del confucianismo y el taoísmo durante los períodos de las Primaveras y Otoños y de los Reinos Combatientes (770-221 a. C.). Es considerada por sus detractores como una clase de confucianismo degenerado, que junto a las ideas sobre el amor universal pacifista promulga la organización de unidades paramilitares, la denegación de los ritos ancestrales y la dedicación absoluta al bien común.
El texto principal de la escuela es el libro Mozi. El pensamiento administrativo del moísmo fue absorbido más tarde por el legalismo, su ética absorbida por el confucianismo y sus libros también se fusionaron en el canon taoísta, ya que el moísmo casi desapareció como escuela independiente después de la era de la dinastía Qin.
El moísmo es conocido por la idea de «amor imparcial» (chino: 兼愛; pinyin: jiān ài; lit. amor inclusivo). Según el maestro Mozi, las personas deberían preocuparse por igual por todas las demás personas, independientemente de su relación con ellas. Mozi también abogó por una meritocracia imparcial en el gobierno que se debería basar en el talento, no en las relaciones de sangre. Mozi estaba en contra del ritualismo confuciano, en lugar de enfatizar la supervivencia pragmática a través de la agricultura, la fortificación y el arte de gobernar.
En el moísmo, la moral no está definida por la tradición, sino por una guía moral constante paralela al utilitarismo. Para el moísmo, la tradición es inconsistente, y los seres humanos necesitan una guía por fuera de la tradición para identificar qué tradiciones son aceptables. La guía moral debe promover y fomentar comportamientos sociales que maximicen el beneficio general.
Al igual que el taoísmo, el moísmo critica al legalismo por su idea de sumisión absoluta al poder imperial y también al confucianismo por su idea de que la educación académica es la única forma de conocimiento y que solo los letrados posean derecho a gobernar a los no-letrados. A pesar de haber sido una escuela importante en la China antigua, el moísmo no sobrevivió al pasar de los milenios y no llegó a ser tan masivo como el taoísmo ni popular como el confucianismo.
El moísmo también se asoció e influyó en una escuela filosófica separada conocida como la Escuela de los Nombres (Míngjiā, también conocida como "Logicos"), que se centró en la filosofía del lenguaje, la definición y la lógica.

## Consideraciones sobre el moísmo
El sabio Mozi fue el iniciador del moísmo. Se trata de un pensador del siglo V a. C., y como otros tantos intelectuales de su tiempo, se trata de un intenso moralista, aunque su talante es pragmático y directo. Diferenciándose del confucionismo, que promulgaba un ideal de “hombría verdadera”, Mozi prefiere “promover el bienestar general y quitar el mal”.
La filosofía de Mozi constituye la primera alternativa de reflexión autónoma en contra de la tradición china. Conforme se avanza más en el estudio del pensamiento ortodoxo chino, más se valora la independencia intelectual del moísmo.

## Controversias
El moísmo es esencialmente polémico. Una de sus fuentes de discurso es la convicción de que el pensamiento de Confucio y sus seguidores no es más que mera palabrería. Además, se ocupó denodadamente a las costumbres y reglas de la cotidianidad de su tiempo. Algunas de las recomendaciones más conocidas de Mozi eran: que los jóvenes varones debían casarse a la edad de veinte años y las mujeres a los quince; el no fomentar las guerras y tentativas militares, puesto que rompían la estructura de la familia y por tanto la base de la sociedad.
Las dispendiosas ceremonias de los funerales también eran objeto de sus duras críticas. Este severo filósofo consideraba que debía seguirse una férrea disciplina del ahorro, ya que hasta la música que disfrutaban los emperadores en sus palacios eran, desde su perspectiva, un gasto innecesario y una carga para el pueblo.

## Confianza en la verdad
Mozi propone que, para cualquier forma de pensamiento, es importante establecer una toma de posición, es decir, un análisis y una aplicación concreta. Y por supuesto, siempre considerando el bienestar del pueblo y del Estado. Otra importante noción manejada por Mozi corresponde a su perspectiva de los valores morales. Por ejemplo, la lealtad y el apego filial, a juicio de este sabio, no son valores en sí mismos, sino más bien adquieren su vital relevancia de acuerdo al aprovechamiento pragmático que pueda hacerse de estos rasgos de la relacionalidad humana.
Así entonces, todo valor se reduce al beneficio potencial que puedan generar, en cada oportunidad. Finalmente, vale la pena comentar la doctrina de Mozi acerca del Amor Universal, que sostiene una correlación entre la mayor dicha pensable para el número más grande de seres humanos, en la medida en que puedan “amarse unos a otros y beneficiarse entre todos”